# Monnechroma
Monnechroma is een kevergeslacht uit de familie van de boktorren (Cerambycidae). De wetenschappelijke naam van het geslacht werd voor het eerst geldig gepubliceerd in 2005 door Napp & Martins.

## Soorten
Monnechroma omvat de volgende soorten:
- Monnechroma azurea (Demets, 1976)
- Monnechroma hovorei (Giesbert, 1998)
- Monnechroma seabrai (Fragoso & Monné, 1989)
- Monnechroma subpulvereum (Schmidt, 1924)
- Monnechroma tibialis (Giesbert, 1987)
- Monnechroma uniforme (Gounelle, 1911)